# Bernard W. Rogers
Bernard William Rogers (16 juillet 1921 – 27 octobre 2008) est un général américain qui a été chef d'état-major de l'armée de terre des États-Unis et plus tard commandant suprême des forces alliées en Europe et commandant des forces des États-Unis en Europe.

## Jeunesse et éducation
Bernard W. Rogers est né à Fairview, Kansas, le 16 juillet 1921. Il a passé un an à l'Université d'État du Kansas avant de recevoir sa nomination à l'Académie militaire des États-Unis en 1940. Il a obtenu son diplôme en juin 1943 en étant premier de sa promotion, et a été affecté au 275e régiment d'infanterie de la 70e division d'infanterie. Il a suivi le cours de base pour officiers à l'École d'infanterie de l'armée américaine à Fort Benning en préparation d'une affectation au combat pendant la Seconde Guerre mondiale.

## Carrière militaire
Bernard W. Rogers a été promu lieutenant temporaire en décembre 1943. Il n'a pas été affecté au combat comme il l'espérait. En lieu et place, Bernard W. Rogers a contribué à l'effort de guerre en retournant à l'académie militaire de West Point pour enseigner.

## Guerre de Corée
Après avoir obtenu son diplôme à l'université d'Oxford, Bernard W. Rogers a été aide du commandant des forces terrestres de l'armée de 1950 à 1951, et a été promu major temporaire en juillet 1951. Bernard W. Rogers a ensuite été déployé en Corée, où il a commandé le 3e bataillon du 9e régiment d'infanterie de 1952 à 1953, et promu lieutenant-colonel temporaire en août 1953.

## Administration Kennedy
De 1961 à 1962, Rogers devient assistant militaire et officier exécutif du chef d'état-major interarmées, le général Maxwell Taylor, que le président Kennedy avait nommé le 1er octobre 1962. Il a, à ce titre, secondé le général Taylor durant la crise des missiles de Cuba.

## Guerre du Vietnam
En tant que commandant adjoint de la 1re division d'infanterie, Bernard W. Rogers a reçu la croix du service distingué - la plus haute distinction de l'armée, après la médaille d'honneur, reconnaissant la bravoure - pour avoir mené une contre-attaque réussie contre un raid Vietcong sur un camp des forces spéciales sud-vietnamiennes. Il a rallié des troupes au sol et a personnellement repéré les positions ennemies à partir d'un hélicoptère volant à basse altitude sous un feu nourri. Rogers a été l'une des rares personnes à avoir reçu la croix du service distingué au Vietnam pour des actions entreprises alors qu'il était général.

## Division et commandements supérieurs
Rogers est devenu l'un des rares officiers supérieurs choisis pour le commandement d’une division.
Très à l'écoute, le spécialiste William J. Rosendahl a déclaré au New York Times qu'il « avait presque abandonné tout espoir d'œuvrer pour un changement au sein du système lorsque le sénateur Robert F. Kennedy a été abattu. Le général Rogers m'a redonné foi dans le fait que certaines personnes dans la structure du pouvoir sont prêtes à écouter ». Bernard W. Rogers est connu comme l'un des penseurs les plus brillants de l'armée après avoir partagé ses façons innovantes de traiter les problèmes disciplinaires, raciaux ou de drogue lors de la conférence annuelle des commandants de l'armée le 30 novembre 1970.

## Chef d'état-major de l'armée
En 1976, Bernard W. Rogers est nommé par le président Gerald Ford chef d'état-major de l'armée américaine, le dernier vétéran de la Seconde Guerre mondiale à occuper ce poste.

## Commandant suprême des forces alliées
Bernard W. Rogers a été nommé par le président Jimmy Carter commandant suprême des forces alliées en Europe (SACEUR) de l'Organisation du traité de l'Atlantique nord en juin 1979 et, en même temps, commandant en chef du commandement européen des États-Unis. Il a pris ses fonctions de SACEUR le 1er juillet 1979.

## Vie et décès
Il prend sa retraite en 1987, puis il devient directeur du Council on Foreign Relations et de l'Atlantic Council of the United States. Il a siégé aux conseils d'administration de United Service Organizations et de l'Association of the United States Army et a été consultant et directeur de plusieurs sociétés, dont Coca-Cola et General Dynamics. Bernard W. Rogers est décédé en 2008 d'une crise cardiaque,.

## Liens externes

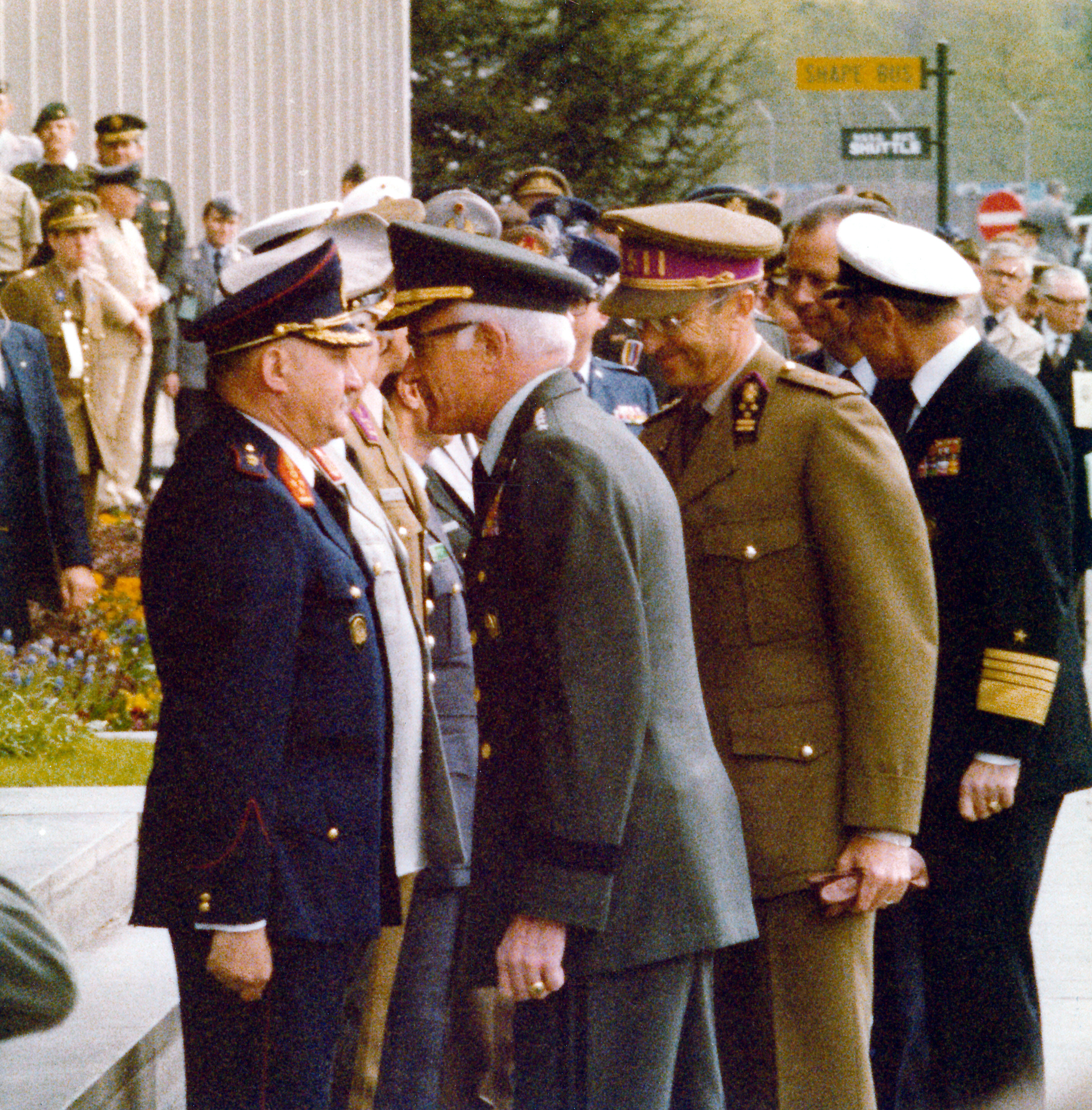
Le général Rogers présentant le roi Baudouin aux représentants militaires nationaux et au représentant national de la gendarmerie belge auprès du SHAPE.